# مامرتو یوریالاگویتیا
مامرتو یوریالاگویتیا (انگلیسی: Mamerto Urriolagoitía; زاده ۵ دسامبر ۱۸۹۵ – درگذشته ۴ ژوئن ۱۹۷۴) سیاستمدار اهل بولیوی بود. وی از ۲۲ اکتبر ۱۹۴۹ تا ۱۶ مه ۱۹۵۱ رئیس‌جمهور بولیوی بود.
مامرتو یوریالاگویتیا در ۴ ژوئن ۱۹۷۴، در سن ۷۸ سالگی درگذشت.